# Юрьево (Любимский район)
Юрьево — деревня в Любимском районе Ярославской области России. С точки зрения административно-территориального устройства входит в состав Осецкого сельского округа. С точки зрения муниципального устройства входит в состав Осецкого сельского поселения.

## География
Расположена в 12 км на запад от центра поселения деревни Рузбугино и в 47 км на юг от райцентра города Любим

## История
Близ деревни располагалось бывшее село Помясово. Первое упоминание села отмечено в марте 1717 года «по Указу великаго государя и по помете на выписке казначея иеромонаха Антония Яковлева, велено новопостроенной церкви во имя Преображения Господня да в приделе Пресвятыя Богородицы Федоровския, которую по челобитью своему построил стольник Яков Иванов сын Полозов в Костромском уезде в вотчине своей в селе Помесове и тое церкви на попа с причетники дани положить по сказке человека его Ивана Моисеева с дворов с попова, с дьячкова, с просвирницына, да с приходских с 1 вотчинникова, с 6 крестьянских средних...». Каменная Преображенская церковь в селе построена в 1798 году на средства помещицы Елизаветы Ивановны Полозовой. Престолов было два: в холодной — во имя Преображения Господня и в теплой — во имя Федоровской иконы Божией Матери. 
В конце XIX — начале XX века деревня Юрьево и село Помясово входили в состав Осецкой волости (позже — Раменской волости) Любимского уезда Ярославской губернии.
С 1929 года деревня входила в состав Поддубновского сельсовета Любимского района, в 1944 — 1959 годах — в составе Середского района, с 1954 года — в составе Разбугинского сельсовета, в 1980-е годы — в составе Осецкого сельсовета, с 2005 года — в составе Осецкого сельского округа.

## Население
| 1859 | 1914 | 2002 | 2007 | 2010 |
| ---- | ---- | ---- | ---- | ---- |
| 29   | ↗81  | ↘13  | ↘12  | ↘9   |

## Достопримечательности
В урочище Помясово близ деревни расположена недействующая Церковь Спаса Преображения (1798).